# Кум (місто)
Кум (перс. قم, ɢom) — місто, адміністративний центр провінції (остана) Кум в Ірані, священне місто шиїтів. Населення на 2006 рік становило 957 496 осіб, місто швидко розвивається. Школа мусульманського богослов'я в Кумі вважається серед шиїтів другою за значенням після школи в Ен-Наджафі. Місто вважається релігійною столицею Ірану[джерело?].
В околиці міста (34°39′0″ пн. ш. 50°54′0″ сх. д. / 34.65000° пн. ш. 50.90000° сх. д.) знаходиться ракетний полігон Ірану.

## Географія
Місто Кум знаходиться на річці за 150 км на південь від Тегерана. Через Кум проходить дорога на Ісфахан. Висота міста над рівнем моря — 975 м. Неподалік від міста знаходяться родовища нафти і газу.

### Клімат
Місто знаходиться у зоні, котра характеризується кліматом помірних степів та напівпустель. Найтепліший місяць — липень із середньою температурою 31.5 °C (88.7 °F). Найхолодніший місяць — січень, із середньою температурою 4.2 °С (39.6 °F).
| Клімат Кума             | Клімат Кума | Клімат Кума | Клімат Кума | Клімат Кума | Клімат Кума | Клімат Кума | Клімат Кума | Клімат Кума | Клімат Кума | Клімат Кума | Клімат Кума | Клімат Кума | Клімат Кума |
| Показник                | Січ.        | Лют.        | Бер.        | Квіт.       | Трав.       | Черв.       | Лип.        | Серп.       | Вер.        | Жовт.       | Лист.       | Груд.       | Рік         |
| Середня температура, °C | 4,2         | 6,4         | 11,8        | 17,8        | 23,1        | 28,6        | 31,5        | 30,3        | 26,1        | 19,5        | 12,5        | 6,7         | 18,2        |
| Норма опадів, мм        | 46.7        | 38.4        | 39          | 28.9        | 15.4        | 2           | 1.8         | 4.9         | 11.5        | 35.8        | 34.7        | 48.5        | 307.6       |
| Днів з опадами          | 9,7         | 8,6         | 10,5        | 9,2         | 7,1         | 1,9         | 1,5         | 1,6         | 1,5         | 5           | 6,2         | 8,5         | 71,3        |
| Вологість повітря, %    | 69          | 62.2        | 53.1        | 46          | 40.2        | 31          | 31.1        | 32.1        | 33.2        | 43          | 54.7        | 65.5        | 46.8        |
| ----------------------- | ----------- | ----------- | ----------- | ----------- | ----------- | ----------- | ----------- | ----------- | ----------- | ----------- | ----------- | ----------- | ----------- |
| Джерело: Weatherbase    |             |             |             |             |             |             |             |             |             |             |             |             |             |

## Історія
Вважається, що Кум існував у домусульманські часи, хоча точних даних про його давню історію немає. Спочатку словом «кум» позначався міський вал, і згодом ця назва перейшла на все місто. Після захоплення міста арабами сюди стало стікатися все неблагонадійне і опозиційне населення халіфата — шиїти, політичні біженці та засланці, різні сектанти.
Сильний імпульс у своєму розвитку Кум отримав за часів Сефевідів. У XVI столітті місто перетворилося на найрелігійніший центр шиїзму. Пізніше, за часів афганської навали і міжусобиць, Кум сильно постраждав, проте у XIX столітті, починаючи з Фатх Алі-шаха, був відновлений і навіть претендував на роль столиці. З цього часу в місті збереглося безліч релігійних будівель: мечетей, гробниць членів сімей імамів і шахів, богословських шкіл.
У Кумі розташовується релігійний центр, який об'єднує велику кількість навчальних закладів, у яких навчаються як іранці, так і іноземці. Однак у більшості випадків іранці й іноземці навчаються в різних навчальних закладах. Діяльність релігійних навчальних закладів для іноземців контролюється міжнародним університетом аль-Мустафа (Джаміат аль-Мустафа аль-алямійа). Під піклуванням даного університету знаходяться: Медресе Імам Хомейні, Медресе Худжатія, Джаміат улюм, Джаміат Алю бейт, жіноче медресе Бінтулу-худа, Джаміат аз-Захра і безліч інших дрібніших навчальних закладів. Навчальна програма міжнародного університету аль-Мустафа відрізняється високим ступенем організованості, відсутністю радикалізму, наявністю великого числа досвідчених викладачів.
У Кумі проживають більшість шиїтських духовних лідерів (аятолл):
- Великий аятолла Вахід Хорасані.
- Великий аятолла Макарієм Ширазі.
- Великий аятолла Нурі Хамедані.
- Великий аятолла Хусейн Алі Мунтазер.
- Великий аятолла Хусейн Мазахері.
- Великий аятолла Сафі Гульпайгані.

## Мавзолей Фатіми Масуме

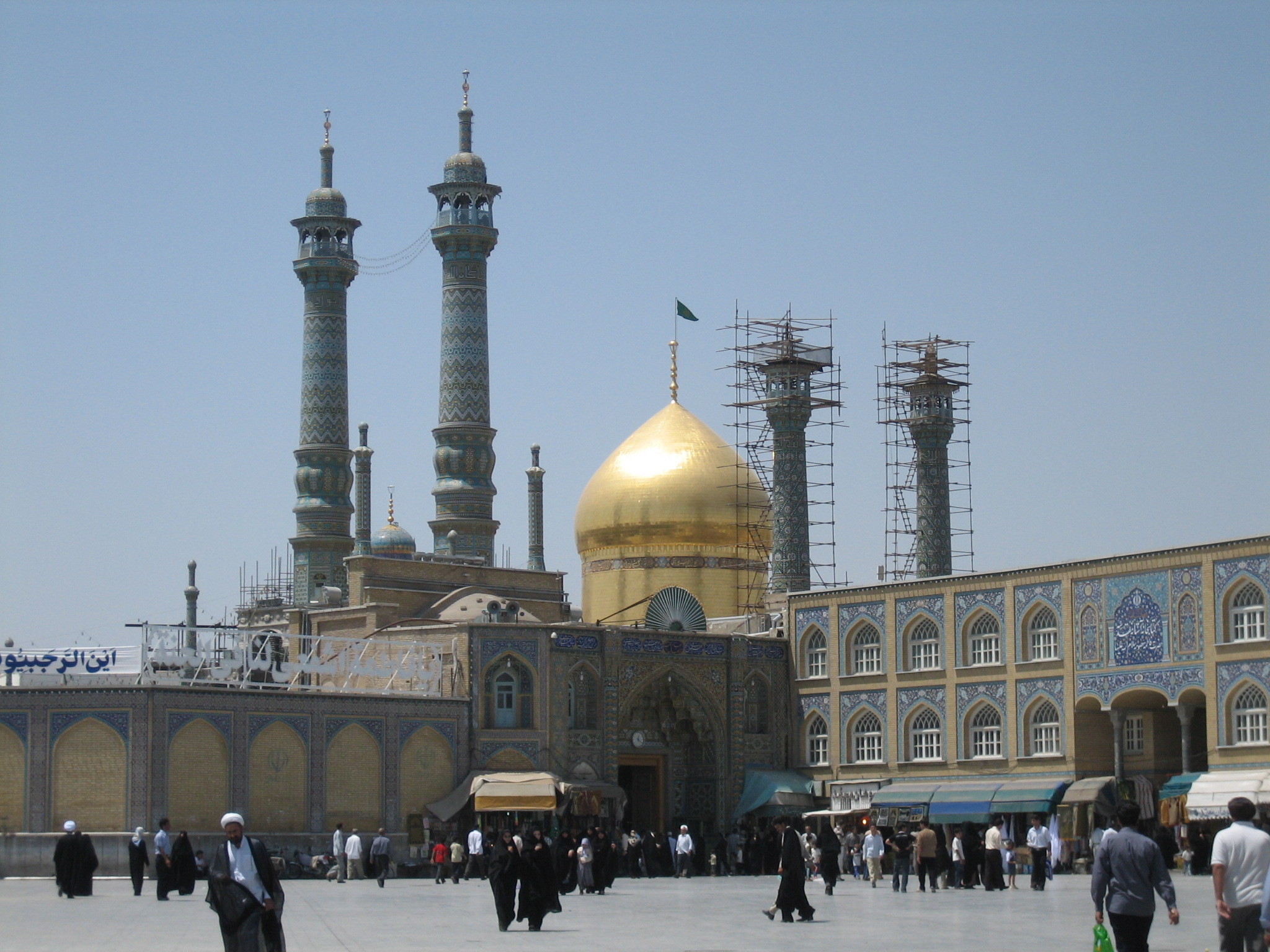
Мавзолей Фатіми Масуме

Найзначимішою і найвражаючою пам'ятникою архітектури Кума є гробниця Фатіми Масуме. «Масуме» означає «непорочна, безгрішна». Після смерті і поховання Фатіми її батько імам Муса зробив солом'яний навіс над могилою, проте могила стала настільки популярною, що над нею була збудована вежа. Після цього в мавзолеї Масуме ховалися всі жінки з родини імама Муси і його нащадків. У правління Тогрул-бека над гробницею був зведений купол. За Сефевідів і Каджарів гробниця продовжувала розширюватися, з'явилися 4 внутрішніх дворика та прикраси.
Центром цього меморіального комплексу є восьмикутне святилище. Його стіни прикрашені написами, що відносяться до середини XIX століття. Над будівлею височить шістнадцятиметровий купол, створений за Фетх Алі-шаха. Одна з гробниць прикрашена плиткою і розписами XIV століття. Будівля на південь від святилища називається «жіночим двориком», у наші дні там розташовується музей гробниці.
Навколо святилища розташовані внутрішні двори з галереями і гробницями. Старий двір був побудований за наказом Фатх Алі-шаха замість двох дворів сефевідського часу. З південного боку від дворика знаходяться могили двох шахів Каджарів. У східній частині комплексу знаходиться новий двір, навколо якого поховано більше тридцяти членів царських сімей та інших значущих особистостей. Східний вхід, що звуть «Дзеркальний портик», являє собою вершину архітектурного і декоративного мистецтва каджарського періоду.

## Посилання

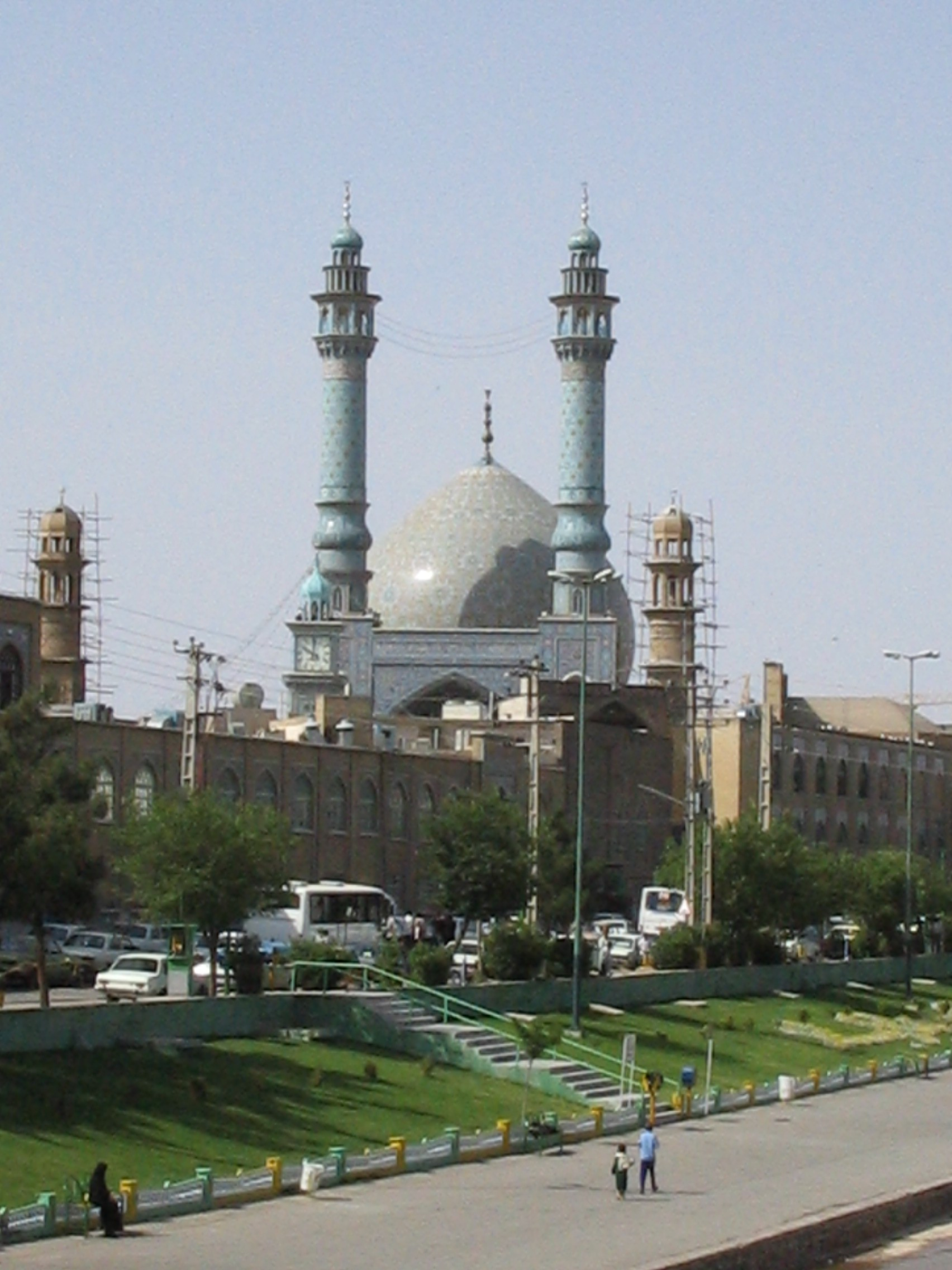
Мечеть Хазрат-е Масуме

## Персоналії
- Хасан ібн Саббах (1050—1124) — ісмаїлітський проповідник, ватажок повстання ісмаїлітів проти Сельджукідів в Ірані.

### Релігійні посилання
- Tuba Graphics, a religiously affiliated organization based in Qom [Архівовано 20 травня 2012 у Wayback Machine.]
- Noor Fiqh Library, Qom [Архівовано 13 травня 2012 у Wayback Machine.]
- Imam Ali commemorative website, based in Qom. [Архівовано 31 травня 2012 у Wayback Machine.]
- Society of Islamic Teachers of Qom's Hawzah [Архівовано 11 травня 2007 у Wayback Machine.] (in Persian)
- Dar-ul Hadith Institute [Архівовано 14 червня 2012 у Wayback Machine.]
- Hawzah Yellow Pages
- Qom Seminary Islamic Propagation Office 1
- Qom Seminary Islamic Propagation Office 2
- Qom Seminary Islamic Propagation Office 3
- Qom Seminary Islamic Propagation Office 4 [Архівовано 21 лютого 2011 у Wayback Machine.]
- Qom Seminary Publishers [Архівовано 21 вересня 2010 у Wayback Machine.]
- Islamic Qom City
- Sharah Hawzah Seminary Information Network
- IslamIFC [Архівовано 7 лютого 2022 у Wayback Machine.]
- Qom Shots

| Іран | Це незавершена стаття з географії Ірану. Ви можете допомогти проєкту, виправивши або дописавши її. |